# بيل كليفلاند
بيل كليفلاند (بالإنجليزية: Bill Cleveland) هو شخصية أعمال وسياسي أمريكي، ولد في 19 أكتوبر 1902، وتوفي في 16 ديسمبر 1974 بنيو أورلينز في الولايات المتحدة. حزبياً، نشط في الحزب الديمقراطي. وقد انتخب عضو مجلس نواب لويزيانا.